# Pakistanische Frauen-Cricket-Nationalmannschaft in den West Indies in der Saison 2011
Die Tour der australischen Cricket-Nationalmannschaft auf die West Indies in der Saison 2011 fand vom 28. August bis zum 11. September 2011 statt. Die internationale Cricket-Tour war Bestandteil der Internationalen Cricket-Saison 2011 und umfasste vier WODIs und vier WTwenty20s. Die West Indies gewannen die WODI-Serie und die WTwenty20-Serie jeweils mit 3–1.

## Vorgeschichte
Pakistan spielte zuvor ein Vier-Nationen-Turnier in Sri Lanka, für die West Indies war es die erste Tour der Saison. Das letzte Aufeinandertreffen der beiden Mannschaften bei einer Tour fand in der Saison 2003/04 in Pakistan statt.

## Stadien
Das folgende Stadion wurde für die Tour als Austragungsort vorgesehen.
| Stadt      | Land                           | Stadion            | Kapazität | Spiele       |
| ---------- | ------------------------------ | ------------------ | --------- | ------------ |
| Georgetown | Guyana                         | Providence Stadium | 20.000    | 3. & 4. WT20 |
| Grenville  | Grenada                        | Progress Park      | 1,000     | 1. & 2. WT20 |
| Kingstown  | St. Vincent und die Grenadinen | Arnos Vale Stadium | 18.000    | 1. – 4. WODI |

## Kaderlisten
Die Mannschaften benannten die folgenden Kader.
| WODI | WODI | WTwenty20 | WTwenty20 |
| West Indies | Pakistan | West Indies | Pakistan |
| --- | --- | --- | --- |
| - Merissa Aguilleira (K, wk) - Shemaine Campbelle - Britney Cooper - Shanel Daley - Deandra Dottin - Pearl Etienne - Stacy-Ann King - Kycia Knight - Anisa Mohammed - Juliana Nero - Shaquana Quintyne - Shakera Selman - Tremayne Smartt - Stafanie Taylor | - Sana Mir (K) - Nain Abidi - Nida Dar - Batool Fatima (wk) - Mariam Hasan - Kainat Imtiaz - Asmavia Iqbal - Marina Iqbal - Qanita Jalil - Masooma Junaid - Javeria Khan - Bismah Maroof - Rabiya Shah (wk) - Sadia Yousuf | - Merissa Aguilleira (K, wk) - Shemaine Campbelle - Britney Cooper - Shanel Daley - Deandra Dottin - Pearl Etienne - Stacy-Ann King - Kycia Knight - Anisa Mohammed - Juliana Nero - Shaquana Quintyne - Shakera Selman - Tremayne Smartt - Stafanie Taylor | - Sana Mir (K) - Nain Abidi - Nida Dar - Batool Fatima (wk) - Mariam Hasan - Kainat Imtiaz - Asmavia Iqbal - Marina Iqbal - Qanita Jalil - Masooma Junaid - Javeria Khan - Bismah Maroof - Rabiya Shah (wk) - Sadia Yousuf |

## Women’s One-Day Internationals

### Erstes WODI in Kingstown
| 28. August Scorecard | Kingstown | Pakistan 82 (40.5)                | – | West Indies 83-2 (19.3) |
|                      |           | West Indies gewinnt mit 8 Wickets |   |                         |

Die West Indies gewannen den Münzwurf und entschieden sich als Feldmannschaft zu beginnen. Als Spielerin des Spiels wurde Anisa Mohammed ausgezeichnet.

### Zweites WODI in Kingstown
| 30. August Scorecard | Kingstown | West Indies 175-9 (50)          | – | Pakistan 86 (44) |
|                      |           | West Indies gewinnt mit 89 Runs |   |                  |

Pakistan gewann den Münzwurf und entschied sich als Feldmannschaft zu beginnen. Als Spielerin des Spiels wurde Anisa Mohammed ausgezeichnet.

### Drittes WODI in Kingstown
| 1. September Scorecard | Kingstown | West Indies 92 (38)            | – | Pakistan 93-7 (47.1) |
|                        |           | Pakistan gewinnt mit 3 Wickets |   |                      |

Pakistan gewann den Münzwurf und entschied sich als Feldmannschaft zu beginnen. Als Spielerin des Spiels wurde Bismah Maroof ausgezeichnet.

### Viertes WODI in Kingstown
| 3. September Scorecard | Kingstown | West Indies 154-8 (50)          | – | Pakistan 97 (41.2) |
|                        |           | West Indies gewinnt mit 50 Runs |   |                    |

Die West Indies gewannen den Münzwurf und entschieden sich als Schlagmannschaft zu beginnen. Als Spielerin des Spiels wurde Anisa Mohammed ausgezeichnet.

## Women’s Twenty20 Internationals

### Erstes WTwenty20 in Grenville
| 6. September Scorecard | Grenville | West Indies 90-8 (18/18)                   | – | Pakistan 56-3 (11/11) |
|                        |           | West Indies gewinnt mit 1 Run (D/L method) |   |                       |

Pakistan gewann den Münzwurf und entschied sich als Feldmannschaft zu beginnen. Als Spielerin des Spiels wurde Stafanie Taylor ausgezeichnet.

### Zweites WTwenty20 in Grenville
| 7. September Scorecard | Grenville | Pakistan 65 (18.5)          | – | West Indies 66-6 (17.5) |
|                        |           | England gewinnt mit 48 Runs |   |                         |

Pakistan gewann den Münzwurf und entschied sich als Schlagmannschaft zu beginnen. Als Spielerin des Spiels wurde Stacy-Ann King ausgezeichnet.

### Drittes WTwenty20 in Providence
| 10. September Scorecard | Georgetown (PS) | West Indies 115-5 (20)         | – | Pakistan 116-7 (17.3) |
|                         |                 | Pakistan gewinnt mit 5 Wickets |   |                       |

Pakistan gewann den Münzwurf und entschied sich als Feldmannschaft zu beginnen. Als Spielerin des Spiels wurde Bismah Maroof ausgezeichnet.

### Viertes WTwenty20 in Providence
| 11. September Scorecard | Georgetown (PS) | Pakistan 72-9 (20) / 7/1 (1)                      | – | West Indies 72 (20) / 10/1 (1) |
|                         |                 | Unentschieden (West Indies gewinnt im Super Over) |   |                                |

Die West Indies gewannen den Münzwurf und entschieden sich als Feldmannschaft zu beginnen. Als Spielerin des Spiels wurde Shanel Daley ausgezeichnet.

## Auszeichnungen

### Player of the Series
Als Player of the Series wurden der folgende Spieler ausgezeichnet.
| Serie | Player of the Series |
| ----- | -------------------- |
| WODI  | Anisa Mohammed       |
| WT20  | Shanel Daley         |

### Player of the Match
Als Player of the Match wurden die folgenden Spielerinnen ausgezeichnet.
| Spiel   | Player of the Match |
| ------- | ------------------- |
| 1. WODI | Anisa Mohammed      |
| 2. WODI | Anisa Mohammed      |
| 3. WODI | Bismah Maroof       |
| 4. WODI | Anisa Mohammed      |
| 1. WT20 | Stafanie Taylor     |
| 2. WT20 | Stacy-Ann King      |
| 3. WT20 | Bismah Maroof       |
| 4. WT20 | Shanel Daley        |